# Handball-Regionalliga Bayern (Frauen) 2025/26
Die Regionalliga Bayern (Frauen) 2025/26 ist die zweite Spielzeit der von der Bayernliga in Regionalliga Bayern umbenannten Liga, die unter dem Dach des „Bayerischen Handballverbandes“ (BHV) organisiert wird. Sie ist die höchste Spielklasse des Landesverbandes Bayern und wird hinter der 3. Liga als vierthöchste Spielklasse im deutschen Ligensystem geführt.

## Saisonverlauf
Die Regionalliga Bayern wird in dieser Saison eingleisig aus 12 Mannschaften bestehen.

### Modus
Im Verlaufe der Saison treten die Frauenteams der Regionalliga jeweils in einer Hin- und Rückrunde gegeneinander an. Nach Abschluss der daraus resultierenden Spieltage qualifiziert sich der Meister für die Aufstiegsrelegation zur 3. Liga (Frauen).
Es steigen so viele Mannschaften ab, bis die Staffelstärke von 12 Teams inkl. den Aufsteigern aus den Oberligen und möglichen Absteigern aus der 3. Liga erreicht ist.

## Teilnehmer
Die bisher qualifizierten Vereine für die Saison 2025/26. Stand 9. Juni 2025
|     | Mannschaft                  | Sp | S | U | N | Tore | Diff. | Pkte |
| --- | --------------------------- | -- | - | - | - | ---- | ----- | ---- |
| 1.  | TSV Schwabmünchen (A)       |    |   |   |   |      |       |      |
| 2.  | TSV EBE Forst United        |    |   |   |   |      |       |      |
| 3.  | SG Mintraching/Neutraubling |    |   |   |   |      |       |      |
| 4.  | ESV 1927 Regensburg II      |    |   |   |   |      |       |      |
| 5.  | MTV Stadeln                 |    |   |   |   |      |       |      |
| 6.  | TSV Herrsching              |    |   |   |   |      |       |      |
| 7.  | HT München                  |    |   |   |   |      |       |      |
| 8.  | SV München-Laim             |    |   |   |   |      |       |      |
| 9.  | TSV Vaterstetten            |    |   |   |   |      |       |      |
| 10. | HaSpo Bayreuth (N)          |    |   |   |   |      |       |      |
| 11  | FC Bayern München (N)       |    |   |   |   |      |       |      |
| 12. | HC Sulzbach-Rosenberg (N)   |    |   |   |   |      |       |      |

(A) = Absteiger aus der 3. Liga (N) = Neu in der Liga (Aufsteiger), (R) = Rückzug

 Meister und Teilnehmer an der Aufstiegsrelegation zur 3. Liga 2026/27
 „Für die RL-Bayern 2026/27 qualifiziert“ 
 Absteiger in die Oberliga 2026/27

### Änderungen zur Vorsaison
Nicht mehr dabei sind die Auf- und Absteiger der Vorsaison.

Neu hinzukam die Absteiger aus der 3. Liga.
- TSV Schwabmünchen

und die Aufsteiger aus den Oberligen
- HaSpo Bayreuth (Meister BLL-Nord), FC Bayern München (Meister BLL-Süd) und der HC Sulzbach-Rosenberg

## Aufstiegsrelegation zur 3. Liga (Frauen)
Am Ende der Saison wird mit den Regionalligameistern eine Aufstiegsrelegation zur 3. Liga (Frauen). durch den Deutschen Handballbund (DHB) ausgetragen. Dabei werden drei Gruppen in Nord, Mitte und Süd mit je vier Mannschaften gebildet. Jede Gruppe spielt eine Hin- und Rückrunde, wobei sich jeweils die zwei bestplatzierten Teams für die 3. Liga (Frauen) 2026/27 qualifizieren.
In der Südgruppe treten die Meister der Regionalliga Bayern (RL-B), Regionalliga Südwest (RL-SW) sowie Meister und Vizemeister der Regionalliga Baden-Württemberg (RL-BW) gegeneinander an. Am Ende der Relegation gilt bei Punktgleichheit der direkte Vergleich.

### Gruppe Süd
Ausspielung April bis Juni 2026.
|    | Mannschaft | Sp | S | U | N | Tore | Diff. | Pkte |
| -- | ---------- | -- | - | - | - | ---- | ----- | ---- |
| 1. | (RL-BW 1)  | 0  | 0 | 0 | 0 | 0:0  | +0    | 0:0  |
| 2. | (RL-B)     | 0  | 0 | 0 | 0 | 0:0  | +0    | 0:0  |
| 3. | (RL-BW 2)  | 0  | 0 | 0 | 0 | 0:0  | −0    | 0:0  |
| 4. | (RL-SW)    | 0  | 0 | 0 | 0 | 0:0  | −0    | 0:0  |

 Aufsteiger zur 3. Liga (Frauen) 2026/27.